# United Victory
El United Victory es un equipo de fútbol de Maldivas que juega en la Dhivehi Premier League, la primera división nacional.

## Historia
Fue fundado el 18 de noviembre de 1973 en la capital Malé y no fue hasta el 2015 que pasó a ser un equipo profesional luego de lograr el ascenso a la Dhivehi Premier League por primera vez el su historia.

## Palmarés
- Segunda División de Maldivas: 1

2015